# 喜劇之王 (1999年電影)
《喜劇之王》（英語：King of Comedy）是喜劇巨星周星馳所主演的自傳式喜剧電影，由周星馳與李力持共同執導，於1999年2月13日上映，是當年的賀歲片。此片為1999年度香港电影票房冠軍，超越成龍的《玻璃樽》。此片亦是周星馳最後一部在香港拍攝的電影，其後於2000年到中国大陆發展。衍生作品為2019年女主角版的《新喜劇之王》。

## 劇情
演員尹天仇（周星馳飾）是一個日夜鑽研演技的人，時常閱讀史坦尼斯拉夫斯基的作品《演员的自我修养》，盡一切努力實踐著作中的理論，以「我是一個演員」自居。其雖用心爭取演出機會，但常遭奚落取笑，發放飯盒的場務（吳孟達飾）對他尤其輕蔑。尹天仇所獲得的演出機會始終都是一出場就被殺死或一動也不動的死屍之類毫無台詞、無足輕重的臨時演員角色，即使如此他仍十分敬業，會認真研究角色性格，在导演喊卡之前絕不停止演出。尹天仇在一次偶然機會中遇見了公關小姐柳飄飄（張栢芝飾），兩人不打不相識，由誤會最終產生情愫，尹天仇因柳飄飄的出現而有了勇氣和奮發的動力，柳飄飄亦因尹天仇的真心告白而決心脫離迎送生涯。此時當紅巨星杜娟兒（莫文蔚飾）也注意到尹天仇的認真敬業，邀其頂替檔期有問題的另一個明星大哥的位置，出任新戲的男主角，面對這個突然的機會，尹天仇十分認真，兢兢業業地揣摩人物關係角色性格，他的命運似乎即將扭轉。與此同時，劇務亦自爆自己其實是卧底並邀請天仇幫助......

## 演員表
| 演 員  | 角 色          | 備 註                                                            |
| 周星馳 | 尹天仇         | 臨時演員                                                         |
| 張栢芝 | 柳飄飄         |                                                                  |
| 莫文蔚 | 杜娟兒         | 電影明星                                                         |
| 吳孟達 | 阿毛           | 場務                                                             |
| 成 龍  | 臨時演員       | (特別客串)                                                       |
| 李思捷 | 低智森         | 導演                                                             |
| 李兆基 | 基哥           |                                                                  |
| 林子善 | 洪爺           |                                                                  |
| 田啟文 | 田雞           | 洪爺手下                                                         |
| 侯煥玲 | 洪爺阿嫲       |                                                                  |
| 鄭文輝 | 甜筒輝         | 洪爺手下                                                         |
| 馮勉恆 | 柳飄飄前男友   |                                                                  |
| 八両金 | Pierre         | 客人                                                             |
| 鄭 祖  | 突然發病的臥底 |                                                                  |
| 阮民安 | 演員           |                                                                  |
| 劉蜀永 | 拍卡拉Ok的導演 |                                                                  |
| 陳寶駿 | Peter          | 杜娟兒新戲監製                                                   |
| 陸劍青 | Johnny         | 杜娟兒新戲策劃                                                   |
| 戴 龍  | 龍少爺         | 到夜店尋找初戀的客人                                             |
| 徐志雄 | 外賣仔         |                                                                  |
| 袁富華 | 頭目           |                                                                  |
| 林仲岐 | 頭目手下       |                                                                  |
| 阿 B   | 霞姨           | 臨時演員中介，原型為特約演員公司「天王影視娛樂」負責人陳月媚媚姨 |
| 利耀堂 | 摄制队人员     |                                                                  |
| 仙人求 |                |                                                                  |
| 張紅攀 |                |                                                                  |

## 主題曲
| 曲別   | 歌名                                  | 作曲     | 作詞   | 演唱   | 音乐提供 |
| ------ | ------------------------------------- | -------- | ------ | ------ | -------- |
| 主題曲 | 《The way you make me feel》          | 日向大介 | 李敏   | 莫文蔚 | 滾石唱片 |
| 主題曲 | 《戀一世的愛 Fill Me With Your Love》 | 日向大介 | 李敏   | 莫文蔚 | 滾石唱片 |
| 主題曲 | 《Candy Kisses》                      | 日向大介 | 李焯雄 | 莫文蔚 | 滾石唱片 |
| 插曲   | 《我是一坨屎》                        | 刘以达   | 谢立文 | 刘以达 |          |

## 軼事

### 角色
- 电影主角尹天仇和杜娟兒名字與《武林聖火令》兩角色相同，而柳飄飄名字與《如來神掌》中的天香教主九索飛鈴柳飄飄相同。《武林聖火令》和《如來神掌》系列也是香港在1960年代時的賣座武俠電影。
- 男主角尹天仇的原型來自艺名为「仙人求」的特約演員，本名吳劍華（Silas)[6]，尹天仇在劇中的言行舉止甚至台詞，許多都是以仙人求為範本所創作出來的，而「仙人求」本人亦有份参与本片的拍摄，在拍摄某些桥段时，剧组还会叫仙人求先试演一次，周星驰自己在旁观察模仿，再演出来[7]。
- 片中尹天仇经常阅读的康斯坦丁·斯坦尼斯拉夫斯基的著作《演员的自我修养》，是当时周星驰在無綫電視藝員訓練班的教材之一，而當中的“由內到外再到返內”等桥段，都是在訓練班時的笑話日常[8]。
- 電影海報中坐在周星馳肩上的是屎撈人；戲中吳孟達曾以《屎撈人》主題曲取笑周星馳。

### 演员
- 該片為周星馳和成龍唯二在電影中有合作演出的作品。當時《喜劇之王》拍攝時正值成龍拍攝《玻璃樽》，兩片劇組同在西貢片場開工，二人提議互相客串對方影片，因此乃有成龍客串的場景。其後兩片在1999年香港賀歲片檔期對壘，最後《喜劇之王》略勝一籌，成為當年票房冠軍。
- 本片片尾字幕上有「特別鳴謝：萬梓良先生」，因片中阿毛一角（即吳孟達所飾演的場務臥底角色）原本是由萬梓良來飾演，當時萬梓良演場務的戲份已拍下不少，因拍攝進度延誤，萬梓良無法遷就檔期補拍戲份而被換角[9]。至於片中尹天仇流鼻涕幾乎滴中杜娟兒那一幕，靈感也是來自万梓良，因當年剧组經常談論万梓良演戲時口水鼻涕一齊來，该幕将其夸张化演绎，短短幾分鐘的戏拍了足足一日[10]。
- 因臨時換角，當時在內地拍劇的吳孟達趕返香港拍攝本片戲份，由於時間匆忙加上發燒感冒狀態並不好，但導演組並未因此降低尺度，最後該戲份足足重拍了三四十次[11]。
- 電影最後以90多個工作日完成拍攝，其中大部份時間都用在當時的新人演員張栢芝身上，由於張栢芝之前尚未有出演影視劇經驗，不是咬字不清，便是語氣不好，又或者是呼吸時間掌握得不夠好，導演組要她跟住指示逐一去做，每個鏡頭都要重拍十多次[12]。
- 片中柳飄飄在的士上泣不成聲的一幕，張栢芝總共拍了三次，拍第一次張栢芝哭不出來，第二次開始進入狀態，導演已經收貨，張栢芝主動要求重來一次，最後採用了第三次的版本。柳飄飄坐在窗邊拍攝望海輕撥秀髮、吹吹海風的鏡頭，則是導演李力持臨時加戲，將張栢芝的美貌和清晨美景表現出來[12]。
- 自该片以后，周星驰不再启用香港明星主演他的电影，而《千王之王2000》的主角吴君如和关秀媚已经在《望夫成龙》早有合作。

### 幕后
- 本片的大部分外景在香港石澳取景拍攝[13]，包括石澳天后古庙、石澳健康院等。2018年受台风“山竹”影响，当年经典场景取景地受到不同程度的毁坏[14]。
- 周星驰对当时热播的日剧《悠長假期》情有独钟，邀请为该剧配乐的日本作曲家日向大介为全片创作配乐和主题曲。当时身在美国的日向大介，更专程飞来香港看片并修改配乐，并赠送了《悠長假期》其中一段配乐放在成片里[8]。早在筛选女主角时，导演李力持就用了该剧的第一集第一场（山口智子穿上婚纱跑去木村拓哉家里找老公）来让張栢芝试镜，張栢芝只拍了3次，完全沒有NG，顺利通过试镜[12]。
- 本片原结局为一场大型的话剧比赛，類似《食神》一片中的比賽，但因制作进度严重落后，结果周星馳临时修改剧本，变成警匪卧底战[8]。
- 当年《喜剧之王》在香港和东南亚同步上映，马来西亚是最早要求收到拷贝的上映地区。由于时间关系，周星驰唯有将初剪版本交予大马方，再着手剪辑最终版本，在终剪版本出来后周星驰问大马版“可否不上或者收回再剪辑”，但因赔偿问题作罢。最后上映的大马版比港版长一点，场次和场景有少许不同[8]。

### 領便當
其中領取飯盒的一幕，成為了「一個角色因為死亡、失蹤或其他原因而下場」的代名詞。

## 獎項
| 頒獎典禮             | 獎項       | 名單   | 結果 |
| -------------------- | ---------- | ------ | ---- |
| 第19屆香港電影金像獎 | 最佳新演員 | 張柏芝 | 提名 |

## 外部連結
- 香港影庫上《喜劇之王》的資料（繁體中文）
- 開眼電影網上《喜劇之王》的資料（繁體中文）
- 豆瓣电影上《喜劇之王》的資料 （简体中文）
- 时光网上《喜劇之王》的資料（简体中文）
- AllMovie上《喜劇之王》的资料（英文）
- 爛番茄上《喜劇之王》的資料（英文）
- 互联网电影数据库（IMDb）上《喜劇之王》的资料（英文）